# Élections législatives de 1889 dans l'Allier
Les élections législatives de 1889 ont eu lieu les 22 septembre et 6 octobre 1889.

## Députés élus
|   | Circonscription  | Député élu          |  | Groupe parlementaire | Député élu          |  | Groupe parlementaire     |
| - | ---------------- | ------------------- |  | -------------------- | ------------------- |  | ------------------------ |
| 1 | Gannat           | Alphonse Labussière |  | Union républicaine   | Alphonse Labussière |  | Union républicaine       |
| 2 | La Palisse       | Victor André Cornil |  | Union républicaine   | Jules Gacon         |  | Républicain opportuniste |
| 3 | 1re de Montluçon | Joseph Chantemille  |  | Gauche républicaine  | Christophe Thivrier |  | Socialiste               |
| 4 | 2e de Montluçon  | Marcellin Simonnet  |  | Union républicaine   | Alexandre Dumas     |  | Républicain opportuniste |
| 5 | 1re de Moulins   | Félix Datas         |  | Extrême gauche       | Félix Mathé         |  | Radical                  |
| 6 | 2e de Moulins    | Balthazar Vinatier  |  | Union républicaine   | Pierre Ville        |  | Radical                  |

## Résultats à l'échelle du département
| Partis         | Partis                | Premier tour | Premier tour | Sièges |
| Partis         | Partis                | Voix         | %            | Sièges |
| -------------- | --------------------- | ------------ | ------------ | ------ |
|                | Républicains modérés  | 37 994       | 66,45        | 5      |
|                | Républicains radicaux | 8 975        | 15,70        | 1      |
|                | Légitimistes          | 7 941        | 13,89        | 0      |
|                | Divers                | 1 570        | 2,75         | 0      |
|                | Socialistes           | 697          | 1,22         | 0      |
|                |                       |              |              |        |
| Inscrits       | Inscrits              | 117 037      | 100,00       | 6      |
| Votants        | Votants               | 59 478       | 50,82        |        |
| Abstentions    | Abstentions           | 57 559       | 49,18        |        |
| Blancs et nuls | Blancs et nuls        | 2 301        | 3,87         |        |
| Exprimés       | Exprimés              | 57 177       | 96,13        |        |

## Résultats par arrondissement

### Arrondissement de Gannat
| Candidat       | Candidat            | Parti                    | Premier tour | Premier tour | Deuxième tour | Deuxième tour |
| Candidat       | Candidat            | Parti                    | Voix         | %            | Voix          | %             |
| -------------- | ------------------- | ------------------------ | ------------ | ------------ | ------------- | ------------- |
|                | Challeton           | Boulangiste              | 6 261        | 38,15        | 6 521         | 41,17         |
|                | Alphonse Labussière | Républicain opportuniste | 5 756        | 35,07        | 9 320         | 58,83         |
|                | Gabriel Delarue     | Radical                  | 4 381        | 26,69        |               |               |
|                | Divers              |                          |              |              |               |               |
|                |                     |                          |              |              |               |               |
| Inscrits       | Inscrits            | Inscrits                 | 21 168       | 100,00       | 21 058        | 100,00        |
| Votants        | Votants             | Votants                  | 16 520       | 78,04        | 16 041        | 76,18         |
| Abstention     | Abstention          | Abstention               | 4 648        | 21,96        | 5 017         | 23,82         |
| Blancs et nuls | Blancs et nuls      | Blancs et nuls           | 108          | 0,65         | 200           | 1,25          |
| Exprimés       | Exprimés            | Exprimés                 | 16 412       | 99,35        | 15 841        | 98,75         |

### Arrondissement de La Palisse
| Candidat       | Candidat       | Parti                    | Premier tour | Premier tour |
| Candidat       | Candidat       | Parti                    | Voix         | %            |
| -------------- | -------------- | ------------------------ | ------------ | ------------ |
|                | Jules Gacon    | Républicain opportuniste | 12 967       | 61,66        |
|                | Ernest Olivier | Boulangiste              | 8 039        | 38,22        |
|                | Divers         | Divers                   | 25           | 0,12         |
|                |                |                          |              |              |
| Inscrits       | Inscrits       | Inscrits                 | 29 070       | 100,00       |
| Votants        | Votants        | Votants                  | 21 397       | 73,61        |
| Abstention     | Abstention     | Abstention               | 7 673        | 26,39        |
| Blancs et nuls | Blancs et nuls | Blancs et nuls           | 366          | 1,71         |
| Exprimés       | Exprimés       | Exprimés                 | 21 031       | 98,29        |

### Arrondissement de Montluçon

#### 1recirconscription
| Candidat       | Candidat                 | Parti                    | Premier tour | Premier tour | Deuxième tour | Deuxième tour |
| Candidat       | Candidat                 | Parti                    | Voix         | %            | Voix          | %             |
| -------------- | ------------------------ | ------------------------ | ------------ | ------------ | ------------- | ------------- |
|                | Charles-Auguste Martenot | Monarchiste              | 5 555        | 34,74        | 5 628         | 33,96         |
|                | Christophe Thivrier      | Socialiste               | 4 379        | 27,38        | 5 685         | 34,30         |
|                | Lucien Deslinières       | Républicain opportuniste | 3 205        | 20,04        |               |               |
|                | Boinier                  | Radical                  | 1 998        | 12,49        |               |               |
|                | Edmond Bazire            | Boulangiste              | 823          | 5,15         |               |               |
|                | Viple                    | Radical                  |              |              | 5 271         | 31,81         |
|                | Divers                   | Divers                   | 32           | 0,20         |               |               |
|                |                          |                          |              |              |               |               |
| Inscrits       | Inscrits                 | Inscrits                 | 20 803       | 100,00       | 20 809        | 100,00        |
| Votants        | Votants                  | Votants                  | 16 214       | 77,94        | 16 677        | 80,14         |
| Abstention     | Abstention               | Abstention               | 4 589        | 22,06        | 4 132         | 19,86         |
| Blancs et nuls | Blancs et nuls           | Blancs et nuls           | 222          | 1,37         | 105           | 0,63          |
| Exprimés       | Exprimés                 | Exprimés                 | 15 992       | 98,63        | 16 572        | 99,37         |

#### 2ecirconscription
| Candidat       | Candidat        | Parti                    | Premier tour | Premier tour | Deuxième tour | Deuxième tour |
| Candidat       | Candidat        | Parti                    | Voix         | %            | Voix          | %             |
| -------------- | --------------- | ------------------------ | ------------ | ------------ | ------------- | ------------- |
|                | Theurault       | Monarchiste              | 5 119        | 33,93        | 5 339         | 36,11         |
|                | Alexandre Dumas | Républicain opportuniste | 4 602        | 30,51        | 7 963         | 53,85         |
|                | Deschaud        | Radical                  | 3 122        | 20,69        |               |               |
|                | Jean Dormoy     | Socialiste               | 2 241        | 14,85        |               |               |
|                | Viple           | Radical                  |              |              | 1 475         | 9,98          |
|                |                 |                          |              |              |               |               |
| Inscrits       | Inscrits        | Inscrits                 | 19 125       | 100,00       | 19 125        | 100,00        |
| Votants        | Votants         | Votants                  | 15 203       | 79,49        | 14 902        | 77,92         |
| Abstention     | Abstention      | Abstention               | 3 922        | 20,51        | 4 223         | 22,08         |
| Blancs et nuls | Blancs et nuls  | Blancs et nuls           | 117          | 0,77         | 116           | 0,78          |
| Exprimés       | Exprimés        | Exprimés                 | 15 086       | 99,23        | 14 786        | 99,22         |

### Arrondissement de Moulins

#### 1recirconscription
| Candidat       | Candidat            | Parti          | Premier tour | Premier tour |
| Candidat       | Candidat            | Parti          | Voix         | %            |
| -------------- | ------------------- | -------------- | ------------ | ------------ |
|                | Félix Mathé         | Radical        | 6 456        | 53,51        |
|                | Corne               | Monarchiste    | 5 218        | 43,25        |
|                | Fischer de Chevrier | Boulangiste    | 376          | 3,12         |
|                | Divers              | Divers         | 15           | 0,12         |
|                |                     |                |              |              |
| Inscrits       | Inscrits            | Inscrits       | 15 007       | 100,00       |
| Votants        | Votants             | Votants        | 12 334       | 82,19        |
| Abstention     | Abstention          | Abstention     | 2 673        | 17,81        |
| Blancs et nuls | Blancs et nuls      | Blancs et nuls | 269          | 2,18         |
| Exprimés       | Exprimés            | Exprimés       | 12 065       | 97,82        |

#### 2ecirconscription
| Candidat       | Candidat             | Parti                    | Premier tour | Premier tour | Deuxième tour | Deuxième tour |
| Candidat       | Candidat             | Parti                    | Voix         | %            | Voix          | %             |
| -------------- | -------------------- | ------------------------ | ------------ | ------------ | ------------- | ------------- |
|                | Pierre Ville         | Radical                  | 8 313        | 49,38        | 7 694         | 91,67         |
|                | Marquis de Las Cases | Monarchiste              | 6 893        | 40,94        | 699           | 8,33          |
|                | Moncelon             | Républicain opportuniste | 1 629        | 9,68         |               |               |
|                | Divers               |                          |              |              |               |               |
|                |                      |                          |              |              |               |               |
| Inscrits       | Inscrits             | Inscrits                 | 20 567       | 100,00       | 20 465        | 100,00        |
| Votants        | Votants              | Votants                  | 17 022       | 82,7         | 8 967         | 43,82         |
| Abstention     | Abstention           | Abstention               | 3 545        | 17,24        | 11 498        | 56,18         |
| Blancs et nuls | Blancs et nuls       | Blancs et nuls           | 187          | 1,10         | 574           | 6,40          |
| Exprimés       | Exprimés             | Exprimés                 | 16 835       | 98,90        | 8 393         | 93,60         |